# Alyssa Shafer
Alyssa Jordan Shafer (* 10. Juli 1998 in Los Angeles, Kalifornien) ist eine US-amerikanische Kinderdarstellerin. Sie ist die ältere Schwester von Nick Shafer, der ebenfalls als Schauspieler aktiv ist.

## Leben und Karriere
Die im Sommer 1998 in Los Angeles im US-Bundesstaat Kalifornien geborene Alyssa Shafer startete im Alter von neun Monaten in den Werbebereich, wo sie für verschiedene Printkampagnen eingesetzt wurde. Im Alter von drei Jahren wurde sie schließlich für ihr erstes Vorsprechen für einen Werbespot gebucht und kam im Laufe der Jahre auf über 30 verschiedene Werbefilme. Im Alter von vier Jahren kam sie zu ihrem ersten nennenswerten Auftritt in Film und Fernsehen, als sie im erfolgreichen Kinofilm Der Kindergarten Daddy in die Rolle der Juel schlüpfte, für die sie zusammen mit einem weiteren zwölfköpfigen Team für einen Young Artist Award in der Kategorie „Best Young Ensemble in a Feature Film“ nominiert wurde. Da sie zum Zeitpunkt ihres Vorsprechens noch gar nicht lesen konnte, für den Film allerdings ein neunseitiges Skript lernen musste, half ihr ihre Mutter, in dem sie ihre das Skript Satz für Satz vorlas, damit es sich Alyssa einprägen konnte. Im Jahre 2004 trat sie schließlich in weiteren Produktionen in Erscheinung. Zum einen war dies im Film Fat Albert zum anderen auch in jeweils einer Episode von Practice – Die Anwälte und Medical Investigation. Im Jahre 2005 übernahm sie die Rolle der Lily Brody in Solange du da bist und wurde zudem in einer Episode von Related. In der deutschsprachigen Synchronfassung des Films Solange du da bist lieh ihr die deutsche Synchronsprecherin Marie Hintz, die Tochter von Melanie Hinze und des 2007 verstorbenen Matthias Hinze, die Stimme. Speziell ab dem Jahre 2006 wurde Alyssa Shafer in zahlreichen international ausgestrahlten Fernsehserien eingesetzt, dabei zumeist allerdings nur in Gastrollen. Während sie im gleichen Jahr auch noch für Synchronarbeiten am animierten Spielfilm Happy Feet engagiert wurde und für diese Arbeiten im Jahre 2007 für einen Young Artist Award in der Kategorie „Best Performance in a Voice-Over Role – Young Actress“ nominiert wurde, den allerdings mit Tajja Isen eine Kollegin von Happy Feet gewann, wurde Shafer auch in verschiedenen Serien eingesetzt.
So war sie in diesem Jahr in jeweils einer Folge von How I Met Your Mother, Dr. House und Las Vegas zu sehen und kam zudem in den Cast von The Unit – Eine Frage der Ehre, wo sie bis 2009 in 22 verschiedenen Episoden die Rolle der Serena Brown innehatte. Während sie sich in dieser Zeit vorwiegend auf ihre Rolle in The Unit konzentrierte, wo sie die Tochter von Sergeant First Class** Bob Brown (gespielt von Scott Foley) und Kim Brown (Audrey Marie Anderson) mimte, kam sie von 2008 bis 2009 auch in drei verschiedenen Episoden der Reality-TV-Serie Scare Tactics zum Einsatz. Außerdem kam die junge Nachwuchsschauspielerin, die oftmals auch als Balletttänzerin zum Einsatz kommt und auch in einer Produktion von Der Nussknacker auftrat. Weitere Auftritte 2009 waren neben einer Hauptrolle im Film Mein Freund Ted drei Auftritte für jeweils eine Episode in Knight Rider, Private Practice und Desperate Housewives. Im Jahre 2010 kam Alyssa Shafer, die neben ihrem Bruder Nick auch noch einen zweiten jüngeren Bruder mit dem Namen Carter hat, in Fernsehserien wie Make It or Break It, Grey’s Anatomy, Miami Medical oder The Defenders zum Einsatz. 2011 folgten bisher Auftritte in einer Folge von Parks and Recreation sowie im Film Field of Vision, der seine Premiere am 11. Juni 2011 hatte. Im Film hat die junge Kalifornierin eine tragende Rolle.

## Nominierungen
- 2004: Young Artist Award in der Kategorie „Best Young Ensemble in a Feature Film“ für ihr Engagement in Der Kindergarten Daddy (zusammen mit einem weiteren zwölfköpfigen Team)[1]
- 2007: Young Artist Award in der Kategorie „Best Performance in a Voice-Over Role – Young Actress“ für ihr Engagement in Happy Feet[2]

## Filmografie
Filmauftritte (auch Kurzauftritte)
- 2003: Der Kindergarten Daddy (Daddy Day Care)
- 2004: Fat Albert
- 2005: Solange du da bist (Just Like Heaven)
- 2006: Happy Feet → Synchronrolle
- 2009: Mein Freund Ted (Aussie and Ted's Great Adventure)
- 2011: Field of Vision

Serienauftritte (auch Gast- und Kurzauftritte)
- 2004: Practice – Die Anwälte (The Practice) (1 Episode)
- 2004: Medical Investigation (1 Episode)
- 2005: Related (1 Episode)
- 2006: How I Met Your Mother (1 Episode)
- 2006: Dr. House (House M.D.) (1 Episode)
- 2006: Las Vegas (1 Episode)
- 2006–2009: The Unit – Eine Frage der Ehre (The Unit) (22 Episoden)
- 2008–2009: Scare Tactics (3 Episoden)
- 2009: Knight Rider (1 Episode)
- 2009: Private Practice (1 Episode)
- 2009: Desperate Housewives (1 Episode)
- 2010: Make It or Break It (1 Episode)
- 2010: Grey’s Anatomy (1 Episode)
- 2010: Miami Medical (1 Episode)
- 2010: The Defenders (1 Episode)
- 2011: Parks and Recreation (1 Episode)